# Lagrangesches Gütemaß
Das lagrangesche Gütemaß ist in der Regelungstheorie bei der optimalen Steuerung und optimalen Regelung ein häufig eingesetztes Gütemaß. Es hat die Besonderheit, dass es lediglich aus einem Integral-Term besteht.

## Definition
Ein Gütemaß der Form
{\displaystyle J(t,x(t),u(t))=\int _{t_{0}}^{t_{f}}f_{0}(t,x(t),u(t)){\text{d}}t}
wird als lagrangesches Gütemaß bezeichnet.

## Umrechnung in andere Formen des Gütemaßes
Neben dem lagrangeschen Gütemaß gibt es noch das mayersche und das bolzasche Gütemaß.
Das lagrangesche Gütemaß ist ein Spezialfall des bolzaschen Gütemaßes. Damit ist die Umrechnung in die Form nach Bolza trivial durch Setzen von {\displaystyle \Phi (t_{f},x(t_{f}))=0}.
Die Umrechnung des bolzaschen Gütemaßes in das lagrangesche Gütemaß erfolgt durch differenzieren.
Wir gehen davon aus, dass das System die Form
{\displaystyle {\dot {x}}(t)=f(t,x(t),u(t)),x(t_{0})=x_{0}}
hat. Das Gütemaß habe die bolzasche Form
{\displaystyle J=\Phi (t_{f},x(t_{f}))+\int _{t_{0}}^{t_{f}}f_{0}(t,x(t),u(t)){\text{d}}t}.
Unter der Annahme ausreichender Stetigkeit können wir schreiben
{\displaystyle \Phi (t_{f},x(t_{f}))=\Phi (t_{0},x(t_{0}))+\int _{t_{0}}^{t_{f}}\left({\frac {\partial \Phi }{\partial t}}+{\frac {\partial \Phi }{\partial x}}{\frac {{\text{d}}x}{{\text{d}}t}}\right)dt=\Phi (t_{0},x(t_{0}))+\int _{t_{0}}^{t_{f}}\left({\frac {\partial \Phi }{\partial t}}+{\frac {\partial \Phi }{\partial x}}f(t,x(t),u(t))\right){\text{d}}t}.
Damit können wir das Gütemaß neu schreiben mit
{\displaystyle J=\Phi (t_{0},x(t_{0}))+\int _{t_{0}}^{t_{f}}\left(\underbrace {{\frac {\partial \Phi }{\partial t}}+{\frac {\partial \Phi }{\partial x}}f(t,x(t),u(t))+f_{0}(t,x(t),u(t))} _{{\tilde {f}}_{0}(t,x(t),u(t))}\right){\text{d}}t}.
Der Term {\displaystyle \Phi (t_{0},x(t_{0}))} ist nur von den Anfangsbedingungen abhängig. Er kann also als konstante additive Komponente betrachtet werden und muss daher bei weiteren Berechnungen nicht berücksichtigt werden. Dadurch ändert sich zwar der Zahlenwert des Gütemaßes, dies hat aber keinen Einfluss auf die Berechnung einer optimalen Steuerung.
Die Umrechnung von oder in das mayersche Gütemaß erfolgt meist über das bolzasche Gütemaß.